# Katadji
Katadji est une localité rurale dans le Sud de la Côte d'Ivoire dans la région de l'Agnéby-Tiassa. La localité de Katadji est rattachée au départment de Sikensi,. 